# 483 Seppina
Seppina (asteroide 483) é um asteroide da cintura principal com um diâmetro de 69,37 quilómetros, a 3,234851 UA. Possui uma excentricidade de 0,0549816 e um período orbital de 2 313,21 dias (6,34 anos).
Seppina tem uma velocidade orbital média de 16,09851201 km/s e uma inclinação de 18,74251º.
Este asteroide foi descoberto em 4 de Março de 1902 por Max Wolf.